# 小山進
小山 進（こやま すすむ、1964年2月6日 - ）は、日本のパティシエ。「パティシエ エス コヤマ」の創業者。
テレビ番組出演をきっかけとし、3年がかりで開発された「小山ロール」が、人気化し、日本全国にロールケーキブームを招来した。「兵庫県クリスマスケーキコンテスト県知事賞」最優秀賞(1991年、1993年)をはじめ、2011年より、フランスで開催されるチョコレートの祭典「サロン・デュ・ショコラ・パリ」（SALON DU CHOCOLAT Paris）に出品。フランスで最も権威のあるチョコレート愛好会「C.C.C.」（Club des Croqueurs de Chocolat）にて8年連続最高位受賞、2013年からは「インターナショナル・チョコレート・アワーズ」に出品、2016年に世界最多受賞を成し遂げたほか、多くの受賞歴を持つ。著作家としても活動。レシピ本、ビジネス書他、多くの著書がある。

## 人物

### 幼少期から青年期
1964年、父を洋菓子職人として、京都市の五条に生まれ育つ。遊び場は制限が多い路地という限られた空間であったため、さまざまに遊びを創意工夫、アレンジし楽しむことを覚える。また、兵庫県多可郡加美町（現:多可町加美）の母の実家で夏休みや冬休みを過ごし、母とともに虫取りや魚採りをしながら自然に多く触れ、独自の感性を養うとともに、「目標を持ち日常を過ごす」習慣を覚える。京都市街と田舎という環境の違いから生じるコントラストがその後の小山に大きな影響を与える。さらに母親から教わった虫捕りを通じて「うまくいくにはルールがある」ことを学ぶ。また、その後の小山が「かっこいい、美しい」と感じるものの基本は、デザイン、ライン、色調、テクスチュア、凹凸のほとんどにおいて、この時夢中になった昆虫が原型になった。
小学3年生の時、五条から伏見区淀に引っ越す。転校と同時に、一躍人気者となるが、同時にそれは長くは続かないことを予感する。人気を維持するために、小山は委員に立候補をしたりまとめ役を買って出たり、頑張ることの心地よさを覚える。この「努力の維持」は現在もチョコレートのコンクールで賞を獲得するためのエネルギーともなり引き継がれているとともに、それは年を経るに連れ個人的な事柄から、会社の問題、さらには未来への心配へと変容してきたが、その「未来への心配」こそが現在の原動力となっていると語っている。
母親からは、家族でゆとりをもって過ごせないため「ケーキ職人にだけはなるな」と言われ育つ。両親は仲が悪いわけではなく、小山の将来を考えてのことだったが、そのため早くから学習塾や習い事に通い、成績は常にトップクラスであった。しかし、小山には父が何十年も続けた仕事を否定されたことは辛かった。中学、高校時代と将来なりたい職業にケーキ職人はなかった。高校2年の冬休みに、小山はクリスマスに父の職場でアルバイトを経験する。店は和菓子も取り扱っていたが、洋菓子部門は徹夜体制なのを尻目に和菓子部門の職人たちは帰宅してゆく。小山は、彼らに手伝ってほしいと頼んだところ、柔和な父に生まれて初めて激しく怒られる。仕事を終えた朝方の帰路、父は小山に謝りながらも事情を説明し、父が幼い頃に父を亡くし、父親として小山にどう接するべきかが分からなかったことをしみじみ語った。その瞬間、小山の父を見る目が変わり、ケーキ職人になることを決意した。クリスマスイブ明け方の出来事だった。後に、当時は和菓子職人は節目節目の行事が多く、普段から大変忙しかったが、逆に洋菓子職人はクリスマスの時期だけが繁忙期だったことを知る。
父と父の職業を自慢したい、それができるのは自分しかいない、そんな思いが母親の激しい反対を押し切ってまで小山を決断させる。父が『ガトー』という洋菓子の雑誌を毎月、家に持ち帰っていたがそこで見たヨーロッパの飴細工を見て、それがケーキ職人の仕事だと知り、そこにデザイナー、アートディレクター、歯科技工士など他の魅力的な仕事の要素も含まれていると感じ、一つの仕事を極めることは他の仕事を諦めることではなく、むしろ生かすことができると気づく。そして、1年間辻調理師専門学校に通い、母を安心させるため少しでも大きな会社という理由で、19歳で神戸の老舗ケーキ店「スイス菓子ハイジ」に就職。面接時には「僕はこの会社の社長になりたい」と発言した。母は小山がパティシエ エス コヤマを開業し成功したのちも「しんどかったらケーキ屋やめてもええねんで」と言っているという。

### 洋菓子職人として
1983年、「スイス菓子ハイジ」でカフェのフロアスタッフからキャリアを重ね、その後、わずか2年で21歳にして新店舗（神戸市垂水区の星陵台店）の店長に抜擢され、そこでは商品開発や背広を着ての営業もこなした。実績が認められてパティシエに昇格。その後、本店シェフ・パティシエ、商品開発部長を歴任。この間に多くの洋菓子コンクールで優勝を重ねた。
1999年12月31日 - 「スイス菓子ハイジ」を退職し独立。病気の長男の治療費を得るために、菓子のコンサルティング、新商品の提案など全国を飛び回る。この頃、テレビ東京の番組「TVチャンピオン」に出演し、グランドチャンピオン大会優勝を果たすが、その過程で生まれたのがその後の主力商品となる「小山ロール」である。

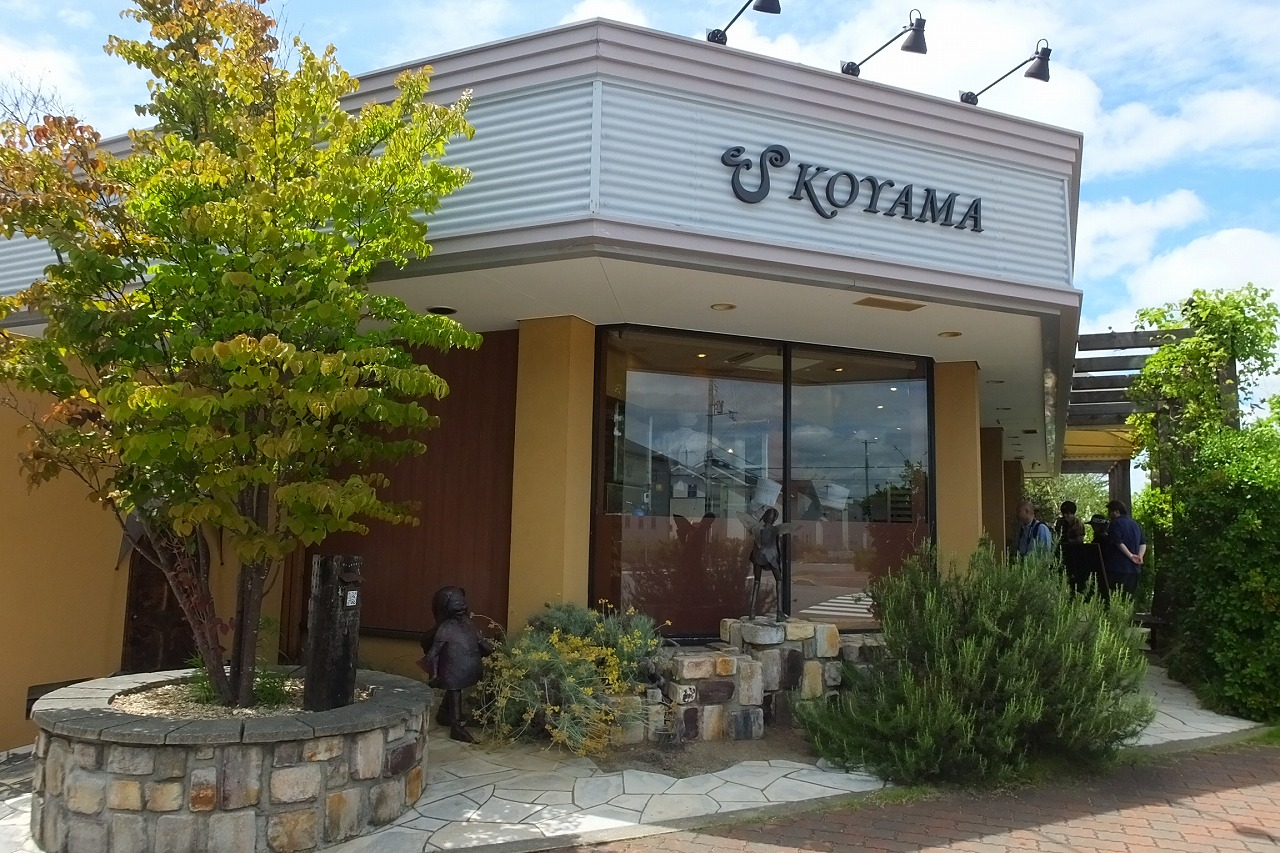
2003年、「パティシエ エス コヤマ」が三田市ゆりのき台にオープン。当初は小さな工房と一つの店だけであった。

2000年に36歳で独立、一時コンサルティング会社に勤め、2003年、「パティシエ エス コヤマ」を三田にオープン。少年時代の夏休みを過ごした祖母の家に似て緑の多い三田を気に入り、周囲の反対を押し切り出店。商品のみならず、空や風といった自然環境、空間、スタッフの姿などあらゆる要素を重視して決められた。当初、小さな工房と一つの店だけで始め、徐々に売り上げを増やし後に1日1600本を売り上げた記録を持つ主力の小山ロールを中心として販売、その後取扱商品の増加とともに本店に集約されていた商品やサービスを、お菓子教室、カフェ、マカロン工房、ギフトサロン、パン工房、アイスクリーム工房、デコレーション＆アニバーサリーケーキ専門店などカテゴリーごとに分家させる形で次々にオープンさせていった。2017年現在、最後に分家させたデコレーション＆アニバーサリーケーキ専門店「夢先案内会社 FANTASY DIRECTOR」開店までには14年の歳月をかけている。小山は「放置させない生き方」を貫き、その思いが常に現状の店づくりに反映されていると考えている。
当初は一つだった店舗を、商品のアイテムごとに店舗を分家していった理由に関して小山自身は、自分は心配性あるいは臆病で、自分自身も自分の空間も商品も、膨張していく感覚、薄らいでいく感覚がすごく嫌だったため、できれば凝縮したいと考えていたが、予想外の集客に対し、客の立場に立ち買いにくさを解消するため、そうした。しかし、専門店化することで前よりもさらに真剣に取り組むことになったので、拡張ではなく凝縮であるとの考えを示している。その典型例がショコラで、「ロジラ」の前身の「キャトリエンム ショコラ 進」の誕生により、その後、小山はショコラの世界により深く沈潜してゆくことになる。

### 小山ロール
テレビ東京の番組「TVチャンピオン」に出演し、グランドチャンピオン大会優勝をするが、その過程で類稀なる生地ができ、その生地に見合う商品を考えてロールケーキが誕生。その場で名前を聞かれ、とっさに「小山ロールです」と答えた。最高1日1600本売れた商品であるにもかかわらず、賞味期限が当日限りであるため三田の店舗以外では販売していない。

#### ショコラ

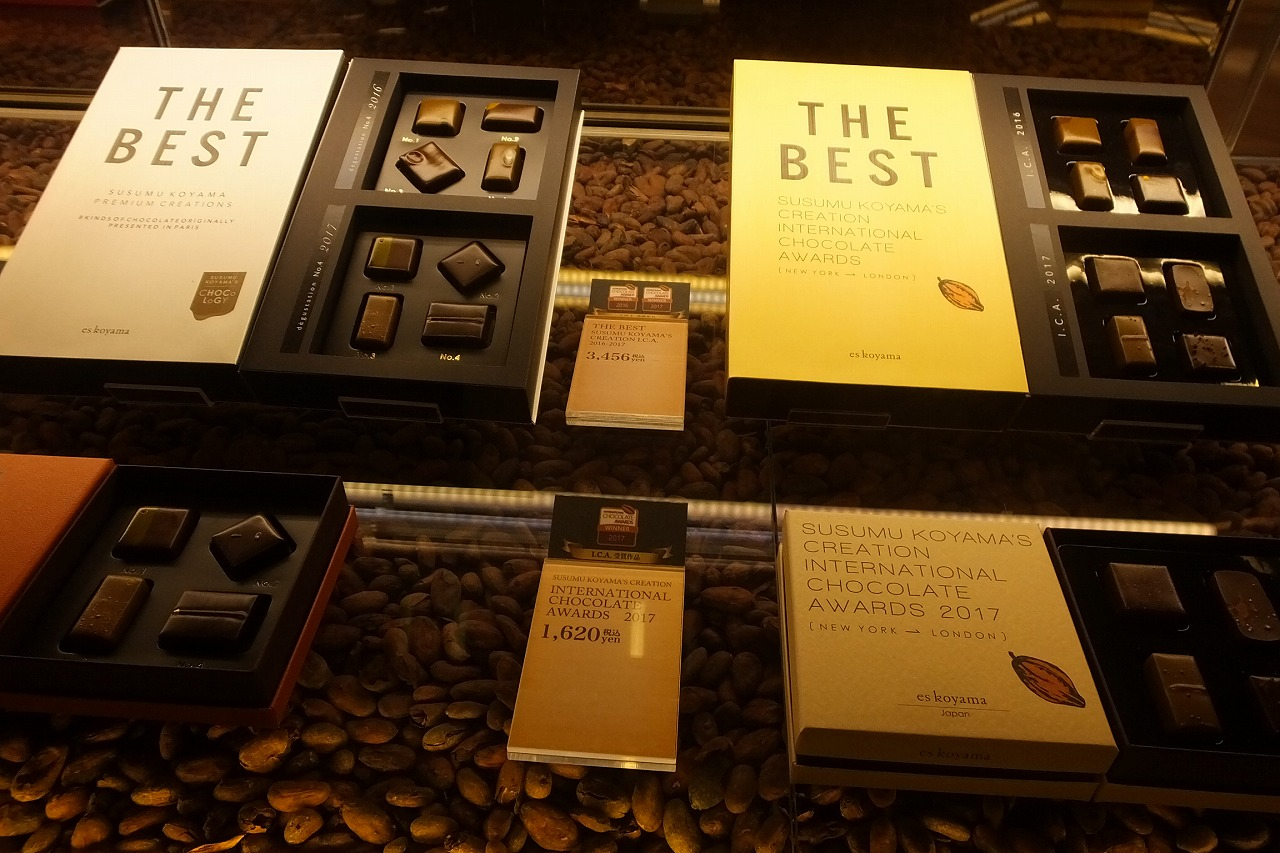
「C.C.C.」では8年連続最高位受賞を果たす。

ベルギーの有名ショコラティエの店で、小山は手作業で一つずつ美しく形作られたボンボンショコラに魅了され、後に本店の裏の土地にショコラブティック「キャトリエンム ショコラ SHIN」をオープンさせる。
「キャトリエンム ショコラ SHIN」の誕生により、小山はさらに深くショコラに傾倒してゆくことになる。「カカオを知れば知るほど、それまでの無知を思い知らされ、夢中にさせられる」と語り、2011年、世界のベストショコラティエを決めるフランス・パリのチョコレートの祭典「SALON DU CHOCOLAT Paris」に初出展。フランスのチョコレート愛好会「C.C.C.」（Club des Croqueurs de Chocolat）の品評会にて、外国人として初出品で、最高位のタブレット5枚を獲得したのを皮切りに、8年連続最高位受賞を果たしたほか、2019年10月には「C.C.C.」が発表した「世界のトップ・オブ・トップ ショコラティエ100」に選出された。
2013年以降、I.C.A.（インターナショナル・チョコレート・アワーズ）の金賞の常連でもある小山のショコラは、素材の組み合わせに妙味があると評価されている。和の素材の使い方にも個性があり、2017年受賞作であるボンボンショコラやタブレットには、赤山椒、ふきのとう、吉野川産の青のり、生姜の醤油漬け、酒粕、豆腐の味噌漬けなどが使用され、その作品が定評を得ている。例えば、「生姜の醤油漬け」は生姜をたまり醤油に漬け込んで浸透圧で染み込ませ、フリーズドライでフレーク状にした上、アーモンドのプラリネと合わせカカオの特性と引き立て合うという独創的な試みがなされている。2013年 には、同社敷地内に小山が幼い頃に路地裏での心弾む体験から生まれ、映画の『ゴジラ』と合わせ命名した石積みの洞窟のような趣を持つ、「Rozilla（ロジラ）」（ショコラトリースペース）をオープンし、各種ショコラを販売している。

### エピソード
- 子供の頃から昆虫採集が趣味で、今でも自分のように工夫して捕まえる感覚を養ってもらうことを目的として社員とともに虫取りや釣りに出かける[15]。

- 小山は昆虫に対して特別な思いを持ち、将来なりたい職業では「昆虫博士」が上位であった。エスコヤマをオープンさせる前から、「昆虫がいっぱい集まるお庭のあるお菓子屋さん」を創るのが夢だった。庭を手掛ける庭師には思いを伝え続けていた。エスコヤマの庭、テラスなどに設置される銅製の妖精や昆虫達は、物語の登場キャラクターである[19]。
- 違法な長時間労働をさせたとして、2度の是正勧告を受けた小山が代表取締役の「パティシエ エス コヤマ」（兵庫県三田市）の運営会社が、2度目の勧告後も違法な長時間労働を続けていたことがわかり、伊丹労働基準監督署は2022年1月21日、法人としての同社と幹部２人を労働基準法違反容疑で書類送検した。2度の勧告に従わなかったことから、労基署は悪質性が高いと判断した。 2022年1月21日、ホームページ上で、謝罪を公表した[20][21]。

## 略歴（受賞歴を除く）
- 1964年2月6日 - 京都に生まれる。父は洋菓子職人であった。
- 1983年 - 大阪あべの辻調理師専門学校卒業。神戸の洋菓子店「スイス菓子ハイジ」入社。下積みから実績が認められてパティシエに昇格。本店シェフ・パティシエ、商品開発部長に昇進。この間、多くの洋菓子コンクールで優勝を重ねる。
- 1999年12月31日 - 「スイス菓子ハイジ」を退職し独立。病気の長男の治療費を得るために、菓子のコンサルティング、新商品の提案など全国を飛び回る[14]。
- 2000年 - 有限会社パティシエ エス コヤマ設立。全国10数社の商品開発と技術指導などの業務を行う。
- 2003年 - 11月13日、兵庫県三田市の三田ウッディタウンに「パティシエエスコヤマ」オープン。開店前から行列ができ2時間で完売。一旦店を閉めスタッフ総出で3時間で製造した商品も30分でなくなる[17]。
- 2004年 - 「パティシエエスコヤマ」内にて、お菓子教室「School of Sweet Trick」開講。
- 2005年 - この年よりマスメディアへの出演が増える。NHK｢きょうの料理｣など。学生時代から行ってきたロックバンド活動を再開。神戸チキンジョージにて｢パティシエ ロックナイト｣を開催。カフェ｢eS LIVING hanare｣とショコラブティック｢quatrieme chocolat・進｣OPEN。
- 2007年 - 複合空間「FRAME」を新設。コンフィチュール＆マカロンブティック「co. & m.」、ブーランジュリー「es Boulangerie Susumu Koyama Japan」、ギフトサロン「KOYAMA EX！」をオープン。韓国のパティスリー『Passion5』（パリクロワッサンInc.）をプロデュース。
- 2009年 - 「題名のない音楽会」で、佐渡裕と共演。佐渡が奏でる音楽のイメージを小山がケーキやチョコレート細工で表現。
- 2010年 - 「フォルモ サ リージェント タイペイ」（台北晶華酒店）（台北市）にてエスコヤマフェアを開催。
- 2011年
  - 日本マクドナルドのハッピーセット『お菓子の国』をデザイン・プロデュース。12種類のお菓子の家をモチーフにした玩具であった[13]。
  - 台北のフォーシーズン系ホテル「フォルモ サ リージェント タイペイ」にて、中国の伝統菓子「月餅」を小山進流にプロデュース。
  - 東日本大震災復興支援プロジェクト「ハジメルプロジェクト」を立ち上げ。
- 2013年
  - 2月4日 - 「大人が本気でつくる秘密基地」をコンセプトとした、「Rozilla（ロジラ）」（ショコラトリースペース）をオープン。
  - 6月7日 - 首相官邸で開催された、フランス大統領を招いてのワーキングランチにて、 大統領のリクエストにより、ボンボンショコラを提供。
  - 12月 - 子どもと大人をつなぐパティスリー「未来製作所」をOPEN。
- 2014年 - 8月、「京都の路地裏と未来を繋ぐ場所」をコンセプトとする「小山菓子店」をオープン。
- 2015年 - 7月、イタリアの「ミラノ国際博覧会」にて、“ひょうごの味覚 Taste of Hyogo”で、兵庫県代表としてショコラセミナーを実施。
- 2016年 - 7月、ペルー・リマで開催された「インターナショナル・チョコレート・アワーズ　2016 ペルー大会」にて、審査員を務める。
- 2017年 - 11月13日、デコレーション＆アニバーサリーケーキ専門店「夢先案内会社 FANTASY DIRECTOR」オープン。

以上、その他より。

## 受賞歴
- 1991年 - 兵庫県クリスマスケーキコンテスト県知事賞 最優秀賞受賞。
- 1992年 - 全国洋菓子コンクール、ジャパンケーキショー神戸代表 銀賞受賞。
- 1993年 - 兵庫県クリスマスケーキコンテスト県知事賞 最優秀賞受賞。TVチャンピオンケーキ職人選手権大会「クリスマス」優勝。
- 1994年 - TVチャンピオンケーキ職人選手権大会「ウエディング」優勝。
- 1995年 - TVチャンピオンケーキ職人選手権大会 グランドチャンピオン大会「クリスマス」準優勝。
- 1996年 - TVチャンピオンケーキ職人選手権大会 日仏対決「クリスマス」優勝。
- 1997年 - カリフォルニアレーズン(味覚)コンテスト本戦第3位。
- 1998年 - 「バター、生クリームを使ったプロによる洋菓子コンクール」（味覚）本戦第3位、兵庫県優秀技術者賞受賞。
- 2011年 - フランス・パリにて開催されたチョコレートの祭典「SALON DU CHOCOLAT Paris」に初出展。フランスのチョコレート愛好会「C.C.C.」（Club des Croqueurs de Chocolat）の品評会にて、外国人として初出品で、最高位のタブレット5枚を獲得する。さらに、C.C.Cとサロンデュショコラの合同審査で選出される「2011 SALON DU CHOCOLAT AWARD」にて、「外国人最優秀ショコラティエ賞」を受賞[22]。
- 2012年 - 「SALON DU CHOCOLAT Paris」に出展。「C.C.C.」の品評会で、2年連続で、最高位のタブレット5枚を獲得及び「外国人最優秀ショコラティエ賞」のダブル受賞。
- 2013年
  - 6月7日 - 首相官邸で行われたフランス大統領を招いてのワーキングランチにて、大統領のリクエストによりチームジャパンの締めくくりとなるメニューでボンボンショコラを提供。
  - 10月1日 -「インターナショナル・チョコレート・アワーズ2013アメリカ大会」にて3作品が1位（金賞）、2作品が2位（銀賞）を受賞し世界大会への出品が決定。
  - 10月20日 - 「インターナショナル・チョコレート・アワーズ2013世界大会」(ロンドン)にて3作品が1位（金賞）、2作品が2位（銀賞）を受賞。タブレット部門で金賞を獲得した2作品には、「特筆すべき味覚を持つ作品」としてクリスタルが授与される。
  - 10月 - 「SALON DU CHOCOLAT PARIS」（パリ）に出展し、「C.C.C.」（Club des Croqueurs de Chocolat）のコンクールで3年連続で最高位のタブレット5枚を獲得。
- 2014年
  - 第8回 ベスト・プラウド・ファーザー賞 in 関西 ものづくり部門を受賞[23]。
  - 10月 - 「インターナショナル・チョコレート・アワーズ2014 アメリカ大会」にて、 8作品が1位（金賞）、8作品が2位（銀賞）、3作品が3位（銅賞）を受賞。大会史上最多記録であった。 ロンドンの世界大会では、5作品が1位（金賞）、6作品が2位（銀賞）、2作品が3位（銅賞）を受賞。
  - 「SALON DU CHOCOLAT PARIS」に出展。 10月31日、「C.C.C.」のコンクールで、審査員全員（8人）の満点評価により、「ゴールドタブレット＋☆」（最高位）と「Excellence chocolatier etranger（2013年までの外国人部門最優秀ショコラティエ賞）」をダブル受賞。ダブル受賞は2011年、2012年に続き、3度目であった。
- 2015年
  - 6月 - 「インターナショナル・チョコレート・アワーズ2015　アメリカ大会」（ニューヨーク）にて、 3作品が1位（金賞）、7作品が2位（銀賞）を受賞。
  - 10月 - 「インターナショナル・チョコレート・アワーズ2015 世界大会」（ロンドン）で、4作品が1位（金賞）、4作品が2位（銀賞）、1作品が3位（銅賞）を受賞。 「SALON DU CHOCOLAT PARIS」に出展し、「C.C.C.」のコンクールで5年連続で最高位の「ゴールドタブレット」を獲得。
- 2016年
  - 6月 - 「インターナショナル・チョコレート・アワーズ2016 アメリカ・アジア・太平洋大会」（ニューヨーク）にて、 8作品が1位（金賞）、21作品が2位（銀賞）、3作品が3位（銅賞）を受賞。
  - 8月 - 内閣府認証NPO法人・キッズデザイン協議会主催「第10回キッズデザイン賞」において、パティスリー「未来製作所」が、「子どもたちの創造性と未来を拓くデザイン部門」で「協議会会長賞」を受賞。
  - 10月、「インターナショナル・チョコレート・アワーズ2016 世界大会」（ロンドン）で、世界最多の6作品が1位（金賞）、16作品が2位（銀賞）、2作品が3位（銅賞）を受賞。 「SALON DU CHOCOLAT PARIS」に出展し、「C.C.C.」のコンクールで6年連続となる最高位の「ゴールドタブレット」を獲得。

- 2017年

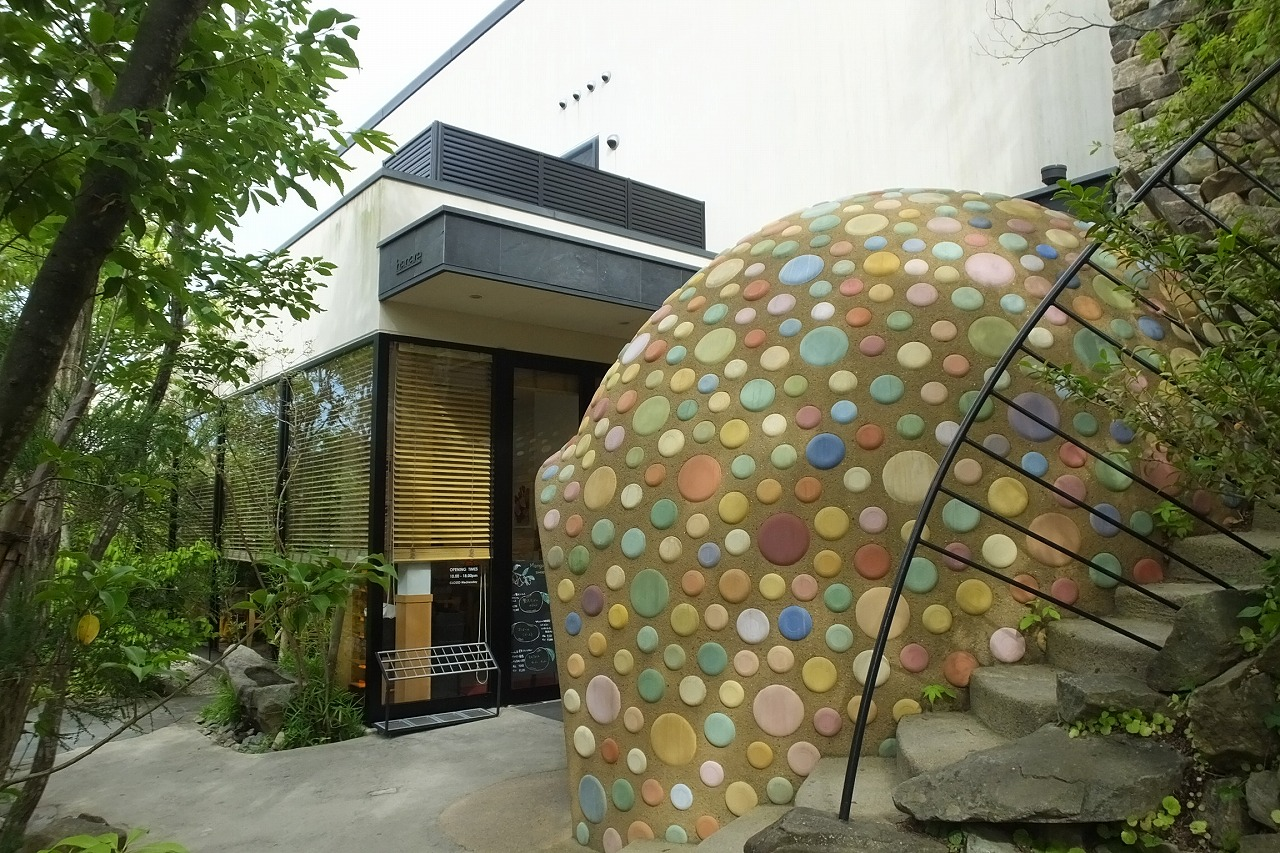
2018年8月、「OMOTENASHI Selection 2018」の「体験・サービス部門」で、「未来製作所」が金賞を受賞。

  - 6月、「インターナショナル・チョコレート・アワーズ2017 アメリカ・アジア・太平洋大会」（ニューヨーク）にて、 9作品が1位（金賞)、 26作品が2位（銀賞）、4作品が3位（銅賞）を受賞。
  - 10月、「インターナショナル・チョコレート・アワーズ2017世 界大会」(ロンドン)で、世界最多となる4作品が1位（金賞）、11作品が2位（銀賞）、9作品が3位（銅賞）を受賞。 「SALON DU CHOCOLAT PARIS」に出展し、「C.C.C.」のコンクールで7年連続となる最高位の「ゴールドタブレット」を獲得。
  - 11月、「三田市技能金蘭賞」を受賞。
- 2018年
  - 8月、「OMOTENASHI Selection 2018」の「体験・サービス部門」で、「未来製作所」が金賞を受賞[24]。
  - 11月、「C.C.C.」のコンクールで8年連続となる最高位の「ゴールドタブレット」を獲得。「兵庫県技能顕功賞」受賞。
- 2019年
  - 10月31日、9年連続でサロン・デュ・ショコラ パリに出展。「C.C.C.」が発表した「世界のトップ・オブ・トップ ショコラティエ100」に選出され表彰された[18]。

以上、その他より。

## 著書
- 『THE SWEET TRICK コヤマススムが教えるパティシェの裏技』（2004年12月6日、旭屋出版）ISBN 9784751104811 - スイーツのレシピ本。日本と台湾で出版。
- 『Patissier'S cafe コヤマススム パティシエが作るカフェレシピ』（2005年11月27日、旭屋出版）ISBN 9784751105412 - カフェメニューを紹介したもの。日本と台湾で出版。
- 『お菓子で作る20の物語“marzipan 20 stories”』（2006年2月8日、旭屋出版）ISBN 9784751105658 - 日本と台湾で出版。
- 『Oven Magic コヤマススムが教える焼菓子の魔法』（2006年11月28日、旭屋出版）ISBN 9784751106211 - 焼き菓子のレシピ本。日本と台湾で出版。
- 『THE SWEET TRICK Collabo Mind パティシエ コヤマススム流スイーツにおける素材のコラボレーション30』（2007年9月26日、旭屋出版）ISBN 9784751106556 - 「THE SWEET TRICK」の第3段で上級者向け。日本と台湾で出版。
- 『Beginner's Trick』（2008年3月18日、旭屋出版）ISBN 9784751107348 - お菓子作りビギナーのための入門書。日本と台湾で出版。
- 『Almond Bible』（2008年9月27日、旭屋出版）ISBN 9784751107775 - アーモンドスイーツの集大成。日本と台湾で出版。
- 『Chocolat Japonais ショコラ・ジャポネ』（2012年11月1日、柴田書店）ISBN 9784388061563 - ショコラのレシピ本。
- 『丁寧を武器にする なぜ小山ロールは1日1600本売れるのか？』（2012年11月2日、祥伝社）ISBN 9784396614355
- 『「心配性」だから世界一になれた 先手を打ち続けるトップの習慣』（2014年12月1日、祥伝社）ISBN 9784396615147
- 『The Lost Treasure 失われたアルアコの秘宝 時を経て再び巡り会う運命のカカオの物語』（作:小山進、絵:にしのあきひろ）（2016年3月29日、双葉社）ISBN 9784575309935 - 絵本
- 『まる得マガジン 小山進直伝！ おうちで極上チョコレート菓子 NHKテキスト(2016年12月-2017年1月) 誰でもおいしくできるコツを世界一のショコラティエが教えます！ 』（2016年11月1日、NHK出版）ISBN 9784148272505
- 『エモーショナルなマジパン ベーシックなテクニックと豊かな表情』（2019年2月16日、柴田書店）ISBN 9784388063024 - マジパンの技術書
- 『あなたの「楽しい」はきっと誰かの役に立つ 仕事を熱くする37のエピソード』（2019年9月28日、祥伝社）ISBN 9784396617028
- 『ビートルくんと きんいろの バウム』（作:小山進、絵:松並良仁）（2019年12月20日、フレーベル館）ISBN 9784577600115 - 絵本 [19][25][8]
- 『ショコラータはかせとしあわせのボンボンショコラ ハッピーローズだいさくせん！』（作:小山進、絵:松並良仁）（2020年12月25日、フレーベル館）ISBN 9784577600153 - 絵本

## メディア出演

### テレビ
- TVチャンピオン（テレビ東京）
- きょうの料理（NHK）
- 題名のない音楽会（テレビ朝日）
- 情熱大陸（毎日放送）
- Crossroad（テレビ東京）
- 林先生が驚く初耳学!（毎日放送）[26]
- 新説!所JAPAN（関西テレビ）[27]
- おとな会（毎日放送）[28]
- まる得マガジン（NHK）[29]
- ためしてガッテン（NHK）
- ノンフィクションW（WOWOW）[30]
- SWITCHインタビュー 達人達（NHK Eテレ）[31]
- おしゃれイズム（日本テレビ）
- ダウンタウンDX（読売テレビ）
- 日経スペシャル カンブリア宮殿 世界で勝つなら"俺流〟で行け！（2011年12月15日、テレビ東京）[32]